# Ljussättning

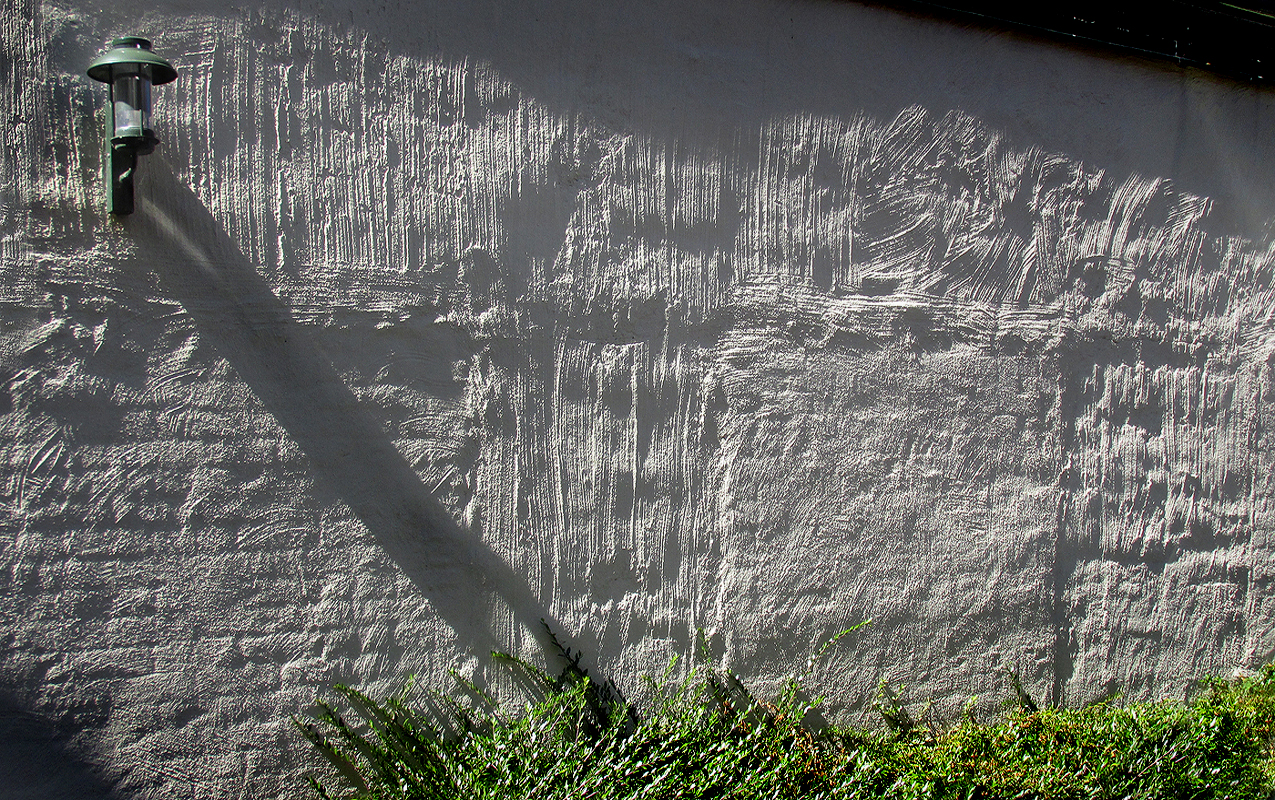
Ett exempel på effekten av släpljus.

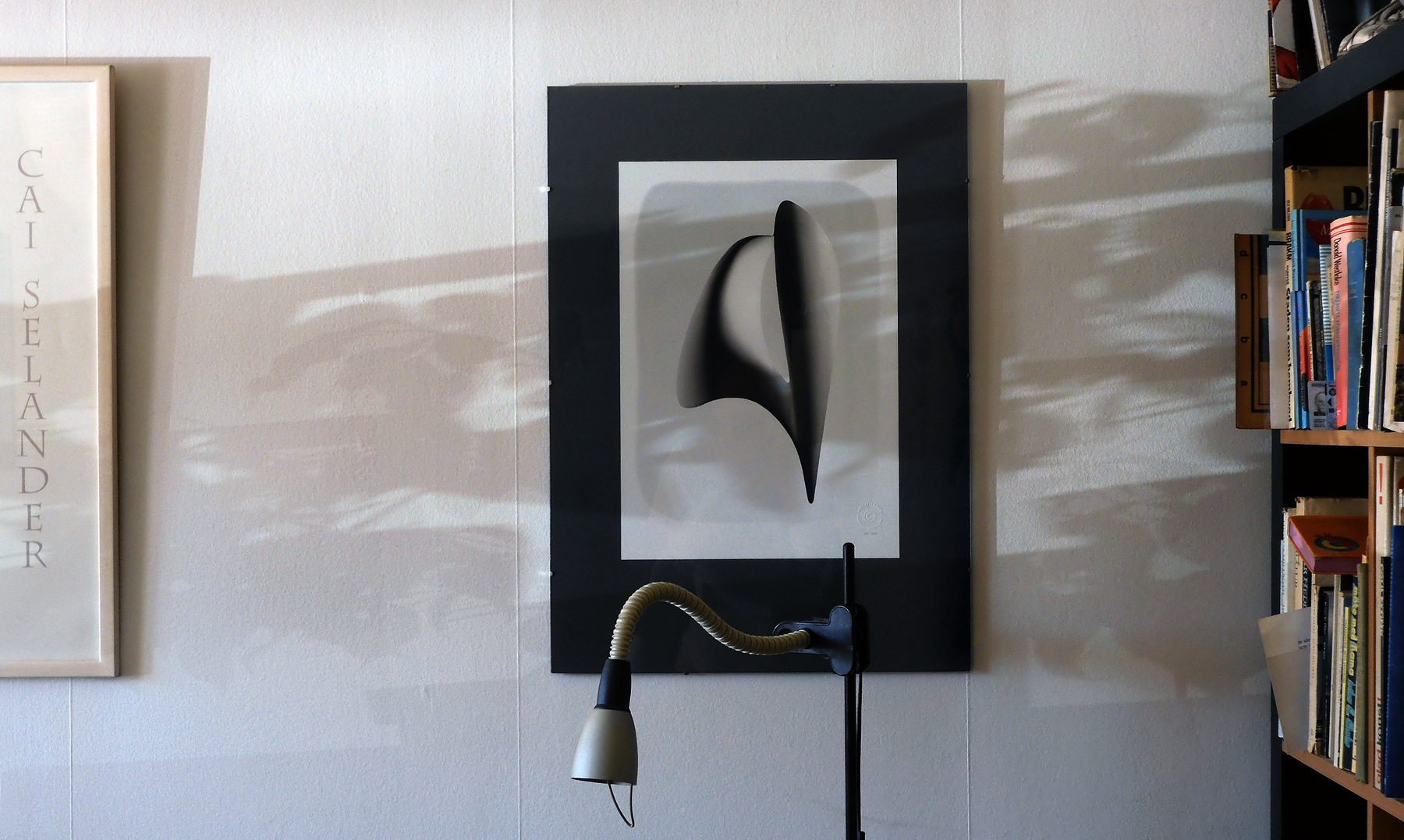
Solljus i snäv vinkel, blommor i fönstret ger långa skuggor på en innervägg.

Ljussättning används inom teater, film, TV och andra framträdanden. Genom att placera olika slags ljuskällor (strålkastare) på olika sätt i förhållande till aktörer och miljö, genom att filtrera ljuset via färger och gobos (titanlegerade plåtar med utskurna mönster) och genom att ändra på ljusstyrkan kan ljussättaren skapa olika effekter. Genom att aktivt hantera färglära tillsammans med optik och ljusintensitet kan till exempel ett rum fås att verka kallt, varmt, stort, litet, högt, lågt, skrämmande, romantiskt och så vidare. Johann Wolfgang von Goethe (1749-1832) skrev 1810 en färglära som fortfarande till viss del är tillämpbar i ljussättningsarbete, även om den är omtvistad[källa behövs].